# Ticorea
Ticorea é um género botânico pertencente à família Rutaceae.
O género tem 8 espécies descritas das quais 5 são aceites:
- Ticorea foetida Aubl.
- Ticorea froesii Kallunki
- Ticorea longiflora DC.
- Ticorea pedicellata DC.
- Ticorea tubiflora (A.C. Sm.) Gereau